# Fußball-Weltmeisterschaft 1958/Tschechoslowakei
Dieser Artikel behandelt die tschechoslowakische Fußballnationalmannschaft bei der Fußball-Weltmeisterschaft 1958.

## Qualifikation
| Wales            | - | Tschechoslowakei | 1:0 | Vernon 75'                                         |
| Tschechoslowakei | - | Wales            | 2:0 | Daniel 21' (Eigentor), Kraus 65'                   |
| Tschechoslowakei | - | DDR              | 3:1 | Kraus 60', Bubník 81', Molnár 89' / Wirth 18'      |
| DDR              | - | Tschechoslowakei | 1:4 | Müller 35' / Kraus 4' 88', Moravčík 23', Novák 43' |

## Tschechoslowakisches Aufgebot
| Nummer / Name | Damaliger Verein   | Geburtstag                 | Länderspiele |          |
| Torhüter      | Torhüter           | Torhüter                   | Torhüter     | Torhüter |
| ------------- | ------------------ | -------------------------- | ------------ | -------- |
| 1             | Imrich Stacho      | Spartak Trnava             | 04.11.1931   |          |
| 19            | Břetislav Dolejší  | Dynamo Prag                | 26.09.1928   |          |
| 22            | Viliam Schrojf     | Slovan Bratislava          | 02.08.1931   |          |
| Abwehr        |                    |                            |              |          |
| 2             | Gustáv Mráz        | Roter Stern Bratislava     | 11.09.1934   |          |
| 4             | Ladislav Novák     | Dukla Prag                 | 05.12.1930   |          |
| 6             | Svatopluk Pluskal  | Dukla Prag                 | 28.10.1930   |          |
| 16            | Ján Popluhár       | Slovan Bratislava          | 12.09.1935   |          |
| 17            | Titus Buberník     | Roter Stern Bratislava     | 12.10.1933   |          |
| 21            | František Šafránek | Dukla Prag                 | 02.01.1931   |          |
| Mittelfeld    |                    |                            |              |          |
| 3             | Jiří Čadek         | Dukla Prag                 | 07.12.1935   |          |
| 5             | Josef Masopust     | Dukla Prag                 | 09.02.1931   |          |
| 18            | Adolf Scherer      | Roter Stern Bratislava     | 05.05.1938   |          |
| 20            | Anton Moravčík     | Slovan Bratislava          | 03.06.1931   |          |
| Angriff       |                    |                            |              |          |
| 7             | Kazimír Gajdoš     | Roter Stern Bratislava     | 28.03.1934   |          |
| 8             | Milan Dvořák       | Dukla Prag                 | 19.11.1934   |          |
| 9             | Pavol Molnár       | Roter Stern Bratislava     | 13.02.1936   |          |
| 10            | Jaroslav Borovička | Dukla Prag                 | 26.01.1931   |          |
| 11            | Tadeáš Kraus       | Spartak Prag Sokolovo      | 22.10.1932   |          |
| 12            | Zdeněk Zikán       | Dukla Pardubice            | 10.11.1937   |          |
| 13            | Václav Hovorka     | Dynamo Prag                | 19.09.1931   |          |
| 14            | Jiří Feureisl      | Dynamo Slavia Karlovy Vary | 03.10.1931   |          |
| 15            | Jan Hertl          | Spartak Prag Sokolovo      | 23.01.1929   |          |
| Trainer       |                    |                            |              |          |
|               | Karel Kolský       |                            | 21.09.1914   |          |

## Spiele der tschechoslowakischen Mannschaft

### Vorrunde
- Nordirland –  Tschechoslowakei 1:0 (1:0)

Stadion: Örjans vall (Halmstad)
Zuschauer: 26.000
Schiedsrichter: Seipelt (Österreich)
Tore: 1:0 Cush (16.)
- BR Deutschland –  Tschechoslowakei 2:2 (0:2)

Stadion: Olympia (Helsingborg)
Zuschauer: 25.000
Schiedsrichter: Ellis (England)
Tore: 0:1 Dvořák (24.), 0:2 Zikán (43.), 1:2 Schäfer (59.), 2:2 Rahn (70.)
- Tschechoslowakei –  Argentinien 6:1 (3:0)

Stadion: Olympia (Helsingborg)
Zuschauer: 20.000
Schiedsrichter: Ellis (England)
Tore: 1:0 Dvořák (8.), 2:0 Zikán (17.), 3:0 Zikán (40.), 3:1 Corbatta (65.) 11m, 4:1 Feureisl (69.), 5:1 Hovorka (82.), 6:1 Hovorka (89.)
Deutschland wurden in der Gruppe 1 Argentinien, die Tschechoslowakei und Nordirland zugelost. Im ersten Spiel ging es gleich gegen die hoch eingeschätzten Argentinier. 31.000 Zuschauer in Malmö sahen die Führung der Südamerikaner in der 3. Minute und es dauerte lange, bis die Deutschen Ruhe in ihr vom 38-jährigen Fritz Walter organisiertes Spiel brachten. Außerdem war einer der wichtigsten ‚Helden von Bern’, Helmut Rahn, immer noch einer der gefährlichsten Torjäger der Welt. In der 32. Minute schoss der ‚Boss’ den Ausgleich und kurz vor dem Abpfiff das 3:1. Dazwischen hatte der 21-jährige Hamburger Uwe Seeler für das 2:1 gesorgt. Danach ging es gegen die Tschechoslowaken, die gegen die Nordiren beim 0:1 einen Fehlstart hingelegt hatten. Obwohl der ambitionierte Gegner zur Halbzeit mit 2:0 führte, zeigten die Deutschen in der 2. Hälfte ihre Konterstärke, die auch von Schäfer (60.) und Rahn (70.) in Zählbares umgesetzt wurde. Vor allem das Schäfer-Tor war jedoch noch lange nach dem Spiel äußerst umstritten, da der Kölner den Ball mitsamt dem Keeper Dolesji über die Linie drückte. Doch das Remis war eine gute Ausgangsposition vor dem Spiel gegen die Nordiren. Nachdem man gegen die CSSR in Helsingborg antrat, durfte man gegen Nordirland wieder in Malmö ran. MacParland, gefürchteter Torjäger des Gegners, brachte das 1:0 im Tor von Herkenrath unter (17.), doch Helmut Rahn glich drei Minuten später aus. Die Deutschen hatten sich ein Übergewicht erarbeitet, doch gerade in dieser Phase gelang den Nordiren (wieder MacParland, 60.) die Führung. Das folgende Spiel auf ein Tor sah einen ausgezeichneten Torhüter Harry Gregg, der alle Chancen der Deutschen zunichtemachte – bis auf einen Gewaltschuss von Uwe Seeler, der das Herberger-Team vor einem Entscheidungsspiel bewahrte. Deutschland war Gruppensieger, während Nordirland gegen die Tschechoslowaken ins Entscheidungsspiel musste (2:1-Sieg nach Verlängerung).

#### Play-off
- Nordirland –  Tschechoslowakei 2:1 n. V. (1:1, 1:1)

Stadion: Malmö Stadion (Malmö)
Zuschauer: 26.000
Schiedsrichter: Guigue (Frankreich)
Tore: 0:1 Zikán (19.), 1:1 McParland (44.), 2:1 McParland (91.)